# Zimní stadion Sokolov
Zimní stadion Sokolov je sportovní stavba vybudovaná v šedesátých letech 20. století v Sokolově, městě na západě České republiky. Otevřen byl roku 1961, kdy neměl střechu, kterou dostal až o dvanáct let později (roku 1973). Na začátku 21. století, roku 2001, prošel rekonstrukcí a rok nato získalo tamní kluziště nové mantinely. Další opravy byly realizovány roku 2010, kdy úpravou prošla střecha, kterou nesou dřevěné vazníky, jež při případném požáru lépe odolávají než před tím užité kovové prvky.
Objekt má kapacitu 5000 diváků a svá domácí utkání v něm hraje celek HC Baník Sokolov. V roce 2015 zde odehrála přípravné zápasy proti Slovensku a Německu český reprezentační výběr hokejistek. Ledovou plochu využívají rovněž příznivci veřejného bruslení.